# Гредінарі (Караш-Северін)
Гредінарі (рум. Grădinari) — село у повіті Караш-Северін в Румунії. Входить до складу комуни Гредінарі.
Село розташоване на відстані 363 км на захід від Бухареста, 30 км на південний захід від Решиці, 76 км на південь від Тімішоари.

## Населення
За даними перепису населення 2002 року у селі проживали 1135 осіб.
Національний склад населення села:
| Національність | Кількість осіб | Відсоток |
| -------------- | -------------- | -------- |
| румуни         | 1062           | 93,6%    |
| цигани         | 57             | 5,0%     |
| угорці         | 6              | 0,5%     |
| німці          | 6              | 0,5%     |

Рідною мовою назвали:
| Мова      | Кількість осіб | Відсоток |
| --------- | -------------- | -------- |
| румунська | 1074           | 94,6%    |
| циганська | 50             | 4,4%     |
| угорська  | 6              | 0,5%     |